# Völkische Bewegung
Völkische Bewegung, folkrörelsen, är ett samlingsnamn på de tysknationella, antimodernistiska och antisemitiska föreningar, partier, publikationer, grupper och individer som under den sista fjärdedelen av 1800-talet och framåt fick ett allt större inflytande över det offentliga rummet i Tyska riket och i Österrike-Ungern.
Völkisch-rörelsen bygger på föreställningen om ett tyskt folk (Volk) som delar en blodsgemenskap baserad på ras, språk och bygd. Istället för urbanisering förordades det enkla livet på landsbygden. 
Rörelsen uppstod på 1870-talet med syftet att söka ett ursprung och rensa ut ”folkfrämmande” idéer ur de nordiskt-germanska rötterna, för att ur dessa återbygga en tysk ”organisk” folklighet. Bland det som skulle rensas ut från det germanska fanns katolicism, judendom, feminism och socialism.
Genom rörelsen fick antisemitismen stor spridning, liksom slagordet ideerna kring Blut und Boden ("blod och jord" på svenska).  
Dess idéer spreds främst via tidskriften Heimdall och förlaget Hammer. Rörelsen växte sig stark under Weimarrepubliken och blev efter 1933 starkt förknippad med nationalsocialismen.
Inom den gröna ekofascismen ses Völkische-rörelsen som en föregångare.